# Johann Elias Bach
Johann Elias Bach (Schweinfurt, 1705. február 12. – Schweinfurt, 1755. november 30.) német zeneszerző, orgonista.

## Életpályája
Teológiát tanult Jénában, majd Lipcsében, ahol unokatestvérének, Johann Sebastian Bachnak volt személyi titkára, és gyermekeinek tanítója. Bach zeneszerzésre is tanította Johann Eliast. Az általa leírt levelek igen fontos szerepet töltenek be a Bach-kutatásban.
1743-tól haláláig Schweinfurtban volt orgonista, ott két évfolyamnyi egyházi kantátát írt, amelyek akkoriban nagy sikert arattak, de mára elvesztek.